# Sick Scenes
Sick Scenes ist das sechste Studioalbum der walisisch-britischen Indie-Pop-Band Los Campesinos!. Es wurde am 24. Februar 2017 von Wichita Recordings veröffentlicht. Produziert wurde es von John Goodmanson und dem Bandmitglied Tom Campesinos! in einem Tonstudio im portugiesischen Fridão bei Amarante.

## Produktion
Nach der Veröffentlichung ihres fünften Studioalbums No Blues im Jahr 2013 nahmen alle Bandmitglieder Vollzeitjobs an und ließen die Bandaktivitäten ruhen. Als ihnen klar wurde, dass im Jahr 2016 das zehnjährige Bandjubiläum ansteht, begannen sie gemeinsam über ein mögliches sechstes Album zu diskutieren. No Blues erfüllte ihren Vertrag mit ihrem Musiklabel und Management, woraufhin sie beschlossen das neue Album zum ersten Mal in ihrer Bandhistorie selbst zu finanzieren. Dabei half der Verkauf von selbst gestalteten Adidas-Jubiläumstrikots. 100 Stück sollten verkauft werden, über 1.000 wurden letztendlich ausgeliefert. Sick Scenes wurde innerhalb von viereinhalb Wochen in Fridão, einem kleinen Dorf außerhalb vom portugiesischen Amarante, aufgenommen. Wegen ihrer Jobs konnten einige Bandmitglieder nur sporadisch mit aufnehmen. Die Musik und Arrangements stammen vom Gitarristen Tom Campesinos!, während der Frontmann Gareth Campesinos! die Songtexte im Tonstudio schrieb.

## Rezeption
Sick Scenes erhielt überwiegend positive Kritiken. Beim Bewertungsaggregator Metacritic erreichte das Album eine Wertung von 74/100, basierend auf 19 Kritiken.
Für Emily Mackay vom britischen Observer balanciert das Album, im Vergleich zu den Vorgängeralben, den „wärmeren, erwachseneren Sound mit einer immer noch wilden Energie.“ Ryan Dombal von Pitchfork bewertete Sick Scenes ebenfalls positiv und bezeichnete das Album als „einen Liebesbrief an den alternden Indie-Idealismus und an die, die ihre rasenden Pop-Punk-Singalongs genießen, verletzende Neurosen und charmant spezifische Fußballreferenzen.“ Tim Sendra von Allmusic nannte das Album „überproduziert“ und „richtungslos“, wobei es immer noch einige Elemente ihrer Musik aus den Anfangszeit besitzt: „Das alles führt zu einer unausgewogenen Hörerfahrung, eine die wahrscheinlich nur die engagiertesten Los-Campesinos!-Fans erleben wollen.“ The A.V. Clubs Alex McLevy fand das Album ebenfalls uneinheitlich, jedoch unterhaltsam: „Obwohl Sick Scenes als Gesamtwerk nicht zusammen passt, sind die individuellen Lieder stark genug, dass es eigentlich nicht stört.“
Für die Intro schrieb Christian Steigels, dass manche Aspekte des Albums zu pathetisch sind, insgesamt aber viele gute Popsongs zu finden sind. Insbesondere das Lied Got Stendhal’s hätte Steigels auch bei Lorde oder Beyoncé vermuten können.

## Titelliste
| Nr.          | Titel                      | Länge |
| ------------ | -------------------------- | ----- |
| 1.           | Renato Dall’Ara (2008)     | 2:48  |
| 2.           | Sad Suppers                | 3:37  |
| 3.           | I Broke Up in Amarante     | 3:14  |
| 4.           | A Slow, Slow Death         | 4:01  |
| 5.           | The Fall of Home           | 2:57  |
| 6.           | 5 Flucloxacillin           | 3:09  |
| 7.           | Here’s to the Fourth Time! | 3:45  |
| 8.           | For Whom the Belly Tolls   | 3:24  |
| 9.           | Got Stendhal’s             | 5:27  |
| 10.          | A Litany/Heart Swells      | 3:27  |
| 11.          | Hung Empty                 | 4:30  |
| Gesamtlänge: | Gesamtlänge:               | 40:24 |

## Besetzung
Los Campesinos!
- Gareth Campesinos! – Gesang
- Neil Campesinos! – Gitarre
- Tom Campesinos! – Gitarre, Blechblasinstrumente
- Rob Campesinos! – Gesang, Gitarre, Keyboards
- Kim Campesinos! – Gesang, Keyboards
- Jason Campesinos! – Schlagzeug, Schlaginstrumente
- Matt Campesinos! – E-Bass, Gesang

Weitere Musiker
- Kelly Pratt – Blechblasinstrument
- Aniela Marie Perry – Violoncello
- Jherek Bischoff – Violine

Produktion
- John Goodmanson – Produzent
- Tom Bromley – Produzent
- Jimmy Robertson – Abmischung
- Greg Calbi – Mastering

Design
- R. N. Taylor – Artwork